# James Clifford
James Clifford (ur. 1945) – amerykański historyk, profesor historii na wydziale Historii Świadomości Uniwersytetu Kalifornijskiego w Santa Cruz. Jeden z inicjatorów postmodernizmu w antropologii, postulujący postawę interpretatywną, współtwórca zwrotu literackiego w antropologii.
Clifford oraz Hayden White byli jednymi z pierwszych bezpośrednio mianowanych doktorów tego wydziału. Historia Świadomości tego uniwersytetu stanowi intelektualne centrum dla innowacyjnej, interdyscyplinarnej i poddawanej w krytykę wiedzy na terenie USA, jak również za granicą. Zawdzięcza to głównie dzięki wpływom Clifforda i White'a, oraz pracy wielu innych specjalistów fakultetu zatrudnionych w latach 80. Clifford był przewodniczącym tego wydziału w latach 2004-2007.
Clifford jest autorem kilku szeroko cytowanych i tłumaczonych książek, w tym tłumaczonych na język polski Kłopoty z kulturą. Dwudziestowieczna etnografia, literatura i sztuka oraz Praktyki przestrzenne: badania terenowe, podróże i praktyki dyscyplinujące w antropologii.
Praca Clifforda, która w środowiskach naukowych uważana jest za kontrowersyjną – spotkała się z falą krytyki wśród naukowców takich dziedzin jak literatura, historia sztuki a szczególnie antropologii kulturowej. Jego własna krytyka, swoich prac etnograficznych, w latach 80. i na początku 90., silnie przyczyniła się do znaczenia tej dyscypliny naukowej.
Rozprawa doktorska Clifforda przeprowadzona została na Uniwersytecie Harvarda na wydziale Historii w latach 1969-1977 i głównie dotyczyła antropologa Maurice'a Leenhardta oraz Melanezji.
Poprzez wpływ na nauki antropologiczne Clifford mylnie uważany jest za przedstawiciela tej dyscypliny. Jego praca, jako antropologa sprowadza się głównie do jej krytyki i badań historycznych, z rzadka dotyczy pracy w terenie. Badania geograficzne nad Melanezją mają silny wpływ na naukę Clifforda oraz jego pracę na tematy związane z globalizacją, muzeologią, antropologią obrazu, kulturoznawstwem i tłumaczeniami, głównie skierowane na szeroko rozumianą problematykę tubylczości. Pierwotnie Clifford zamierzał bronić się we Francuskiej Szkole Etnografii. Przyszedł do Instytutu Etnologii w Paryżu, gdzie dyrektor, profesor Jean Guiart namówił go do stworzenia monografii Maurice'a Leenhardta.

## Ważniejsze prace
- Person and Myth: Maurice Leenhardt in the Melanesian World (University of California Press, 1982; Duke University Press, 1992)
- Writing Culture: the Poetics and Politics of Ethnography, edited with George Marcus (University of California Press, 1986)
- The Predicament of Culture: Twentieth Century Ethnography, Literature and Art (Harvard University Press, 1988)
- Traveling Theories, Traveling Theorists, edited with Vivek Dhareshwar (Inscriptions 5, 1989)
- Routes: Travel and Translation in the Late Twentieth Century (Harvard University Press, 1997)
- On the Edges of Anthropology (Prickly Paradigm Press, 2003)

## Tłumaczenia na język polski
- Kłopoty z kulturą. Dwudziestowieczna etnografia, literatura i sztuka, Warszawa 2000, Wydawnictwo KR, ISBN 83-86989-59-9 (poszczególne rozdziały publikowane wcześniej w wielu miejscach)
- Praktyki przestrzenne: badania terenowe, podróże i praktyki dyscyplinujące w antropologii [w:] Ewa Nowicka, Marian Kempny (red.), Badanie kultury, t. 2, 2006.